# Teatro drammatico nazionale lituano
Il Teatro Drammatico Nazionale lituano (in lituano Lietuvos nacionalinis dramos teatras), situato in viale Gediminas a Vilnius, è uno dei principali teatri della Lituania e gli spettacoli che si tengono in loco sono spesso finanziati con fondi pubblici e col patrocinio di istituzioni culturali. Fondato come teatro statale di Vilnius nel 1940, è stato convertito in teatro drammatico nazionale lituano nel 1998. La facciata del teatro, davanti cui si erge la scultura delle tre Muse (Mūzų šventė), è diventata un punto di riferimento della capitale lituana.

## Descrizione
Nell'ottobre 1940, le tende di tale teatro si aprirono per la prima volta con una rappresentazione storica: questa riguardava lo sfruttamento dei pescatori e la scialuppa del pescatore, che da quel giorno ne diventò il simbolo. Durante la seconda guerra mondiale, il teatro allora situato in via Basanavičius funse da teatro comunale di Vilnius: l'attuale edificio su viale Gediminas cominciò ad essere utilizzato dal 1951. Dal 1998, dopo essere stato già in passato ribattezzato come Teatro Drammatico Nazionale di Vilnius e Accademica Drammatica dello Stato Lituano, venne rinominato definitivamente come Teatro Drammatico Nazionale lituano.
Oggi, la struttura attira molti turisti in virtù degli ospiti celebri che giungono anche dall'estero e per varie rappresentazioni, ma anche per via della particolare architettura della facciata. Le Tre Muse, che rappresentano le principali forme di cultura teatrale greca: il Dramma (Calliope), la Commedia (Thalia) e la Tragedia (Melpomene), presenti nella parte anteriore costituiscono non solo il simbolo di questo teatro, ma anche un esempio di scultura presente a Vilnius. L'autore dell'opera, Stanislovas Kuzma, intendeva raffigurare l'ampio e diversificato repertorio teatrale. Dal 2001, il teatro ha aderito alla Convenzione teatrale europea, accrescendo la sua importanza agli occhi della Lituania e all'estero.
Jean-Pierre Thibaudat, a Vilnius in qualità di inviato del quotidiano Libération, ha descritto nel 2004 il teatro nella seguente maniera:
(Jean-Pierre Thibaudat)

## Produzioni di maggiore spessore

### 2010-2016
- Chaosas (Caos) di Mika Myllyaho diretto da Yana Ross (2011)
- Išvarymas (Espulsione) di Marius Ivaškevičius, regia di Oskaras Koršunovas (2011)
- Katedra (Cattedrale) di Justinas Marcinkevičius, regia di Oskaras Koršunovas (2012)
- Mūsų klasė (La nostra classe) di Tadeusz Słobodzianek, regia di Yana Ross (2013)
- Kosmosas + (Cosmo +), regia di Kirsten Dehlholm (2014)
- Jelizaveta Bam (Elisabetta Bam) di Daniil Charms, diretto da Oskaras Koršunovas (2015)

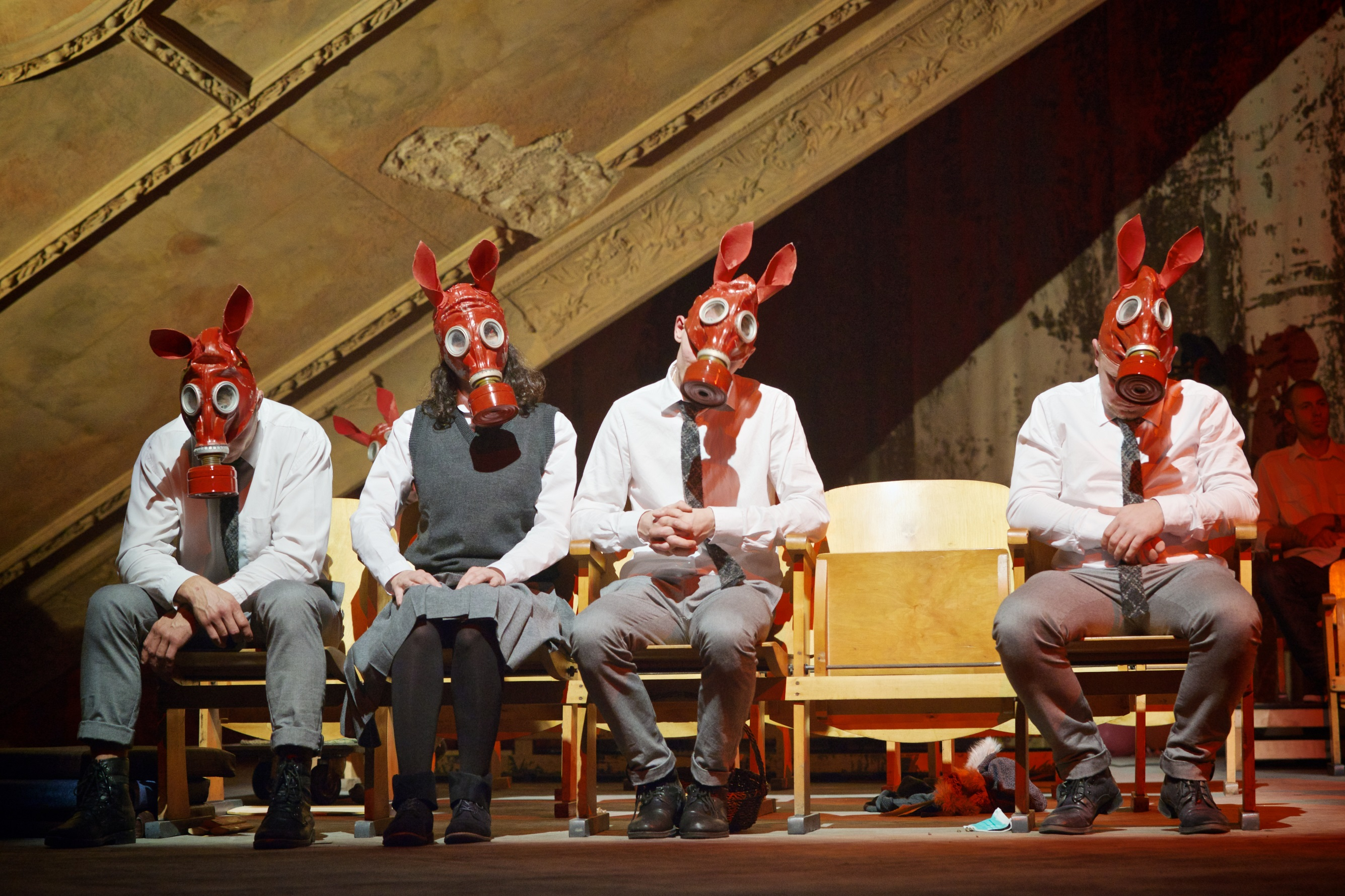
Il Mūsų klasė (La nostra classe) diretto da Yana Ross

- Kankinys (Martyr) di Marius von Mayenburg, diretto da Oskaras Koršunovas (2015)
- Didvyrių aikštė (Piazza degli Eroi) di Thomas Bernhard, diretto da Krystian Lupa (2015)
- Borisas Godunovas (Boris Godunov) di Aleksandr Puškin, diretto da Eimuntas Nekrošius (2015)
- Oidipo mitas (Il mito di Edipo) di Sofocle, Euripide ed Eschilo, diretto da Gintaras Varnas (2016)[4]